# Pierre Favier (peintre)
Pour les articles homonymes, voir Pierre Favier.
Pierre Favier est un peintre vellave né à Saint-Just-sur-Loire (Loire), le 13 juillet 1899, et mort le 18 septembre 1969 à Vorey-sur-Arzon (Haute-Loire).

## Biographie
Né le 13 juillet 1899 à Saint-Just-sur-Loire, Pierre Favier étudie d'abord à l'École des Beaux-Arts de St-Étienne, puis au Fauconnier. Il expose à Paris au Salon des indépendants dès 1925, ainsi qu'au Salon Populiste et au Salon Violette.